# Obersiebenbrunn
Obersiebenbrunn je městys v Rakousku ve spolkové zemi Dolní Rakousy v okrese Gänserndorf.

## Geografie

### Geografická poloha
Obersiebenbrunn se nachází ve spolkové zemi Dolní Rakousy v regionu Weinviertel. Rozloha území městyse činí 26,91 km², z nichž 19,7 % je zalesněných.

### Části obce
Území městyse Obersiebenbrunn se skládá pouze z jedné části.

### Sousední obce
- na severu: Gänserndorf, Weikendorf
- na východu: Untersiebenbrunn
- na jihu: Leopoldsdorf im Marchfelde
- na západu: Glinzendorf, Markgrafneusiedl

## Politika

### Obecní zastupitelstvo
Obecní zastupitelstvo se skládá z 19 členů. Od komunálních voleb v roce 2015 zastávají následující strany tyto mandáty:
- 7 SPÖ
- 6 GO7 (Gemeinsam für Obersiebenbrunn)
- 4 SPÖ
- 2 OBL

### Starosta
Nynějším starostou městyse Obersiebenbrunn je Werner Pozarek ze strany GO7.